# ₤
₤ är i Unicodes teckenuppsättning tecknet för valutan lira eller lire. Det enda valutan är turkisk lira. Den italienska liran fanns fram till 2002 och det fanns en maltesisk lira mellan 1973 och 2008.
Pundtecken skrivs ibland med ₤ istället för £.